# Ей Джей Кук
Андреа Джой «Ей Джей» Кук (англ. Andrea Joy «A.J.» Cook; нар. 22 липня 1978, Ошава, Онтаріо, Канада) — канадська акторка, відома роллю спеціальної агентки Дженіфер «Джей-Джей» Джеро у кримінальному телесеріалі каналу CBS «Криміналісти: мислити як злочинець». Також з'явилась у таких фільмах «Незайманки-самогубці», «Відморожені», «Пункт призначення 2», «Нічні небеса».

## Життєпис
Народилась в Ошаві, Онтаріо, але більшість дитинства провела у Вітбі. Її батько Майк — шкільній вчитель, а мати Сандра — психіатриня. Також в сім'ї були брати Пол та Нейтан і сестра Анджела. Кук є мормонкою та відвідує Церкву Ісуса Христа Святих останніх днів. З 4-х років танцювала, брала уроки балету, чечітки та джазового танцю. Багато років брала участь у змаганнях, поки у 17 років не вирішила стати акторкою. Обирає лише ролі, які не суперечать її вірі та вченням мормонської церкви.

### Кар'єра
Першою акторською роботою Кук були зйомки в рекламі McDonald's у 1997 році. Далі були невеликі ролі в «Laserhawk», «In His Father's Shoes», в серіалах «Goosebumps», «Psi Factor: Chronicles of the Paranormal». В 1999 році вона отримала роль однієї з сестер Лісбон, красуні Мері, в фільмі Софії Копполи «Незайманки-самогубці», де також знімались Джош Гартнетт, Кірстен Данст, Джеймс Вудс та Кетлін Тернер.
У 2000 році вийшов драматичний телесеріал «Higher Ground» про підлітків, де Кук зіграла роль Шелбі Меррік, але серіал закрили після першого сезону. У 2003 році Кук знялась в головній ролі Кімберлі Корман в фільмі жахів «Пункт призначення 2». Також на каналі FOX почався показ серіалу «Поклик Тру», де в неї була роль Ліндсі Вокер, найкращої подруги головної героїні Тру Девіс, яку зіграла Елайза Душку.
У 2005 році Кук почала зніматися в телесеріалі «Криміналісти: мислити як злочинець».

## Особисте життя
У вересні 2001 року одружилася з давнім приятелем, музикантом Нейтаном Андерсеном, з яким познайомилася в Utah Valley University. 13 вересня 2008 року народила сина Міхая Алана Андерсена.

## Фільмографія

### Фільми
| Рік  | Назва                               | Роль            |
| ---- | ----------------------------------- | --------------- |
| 1997 | Зоряні герої                        | Красива дівчина |
| 1999 | Блакитний місяць                    | Елісон          |
| 1999 | Незайманки-самогубці                | Мері Лісбон     |
| 1999 | Тінейджери-чарівники                | Дон             |
| 2001 | Виконавець бажань 3: Камінь Диявола | Діана Коллінс   |
| 2001 | Повернення Джека Різника            | Моллі Келлер    |
| 2001 | Відморожені                         | Дженні          |
| 2002 | Будинок по сусідству                | Лорі Петерсон   |
| 2003 | Пункт призначення 2                 | Кімберлі Корман |
| 2006 | Мене звуть Рід Фіш                  | Тереза          |
| 2007 | Нічні небеса                        | Ліллі           |
| 2008 | Непорозумілки                       | Міранда Блісс   |
| 2010 | День Матері                         | Вікі Райс       |
| 2012 | Серед найменш святих                | Шеріл           |
| 2013 | Перевертень                         | Кейт Мур        |

### Телебачення
| Рік          | Назва                                   | Роль                        | Примітки                  |
| ------------ | --------------------------------------- | --------------------------- | ------------------------- |
| 1997         | У взутті свого батька                   | Ліза                        | Телефільм                 |
| 1997         | Елвіс зустрічає Ніксона                 | Хіппі                       | телефільм                 |
| 1997         | Мурашки                                 | Кім Картер                  | 1 епізод                  |
| 1997         | Псі-фактор: Хроніки паранормальних явищ | Джилл Стерлінг              | 1 епізод                  |
| 1998         | Псі-фактор: Хроніки паранормальних явищ | Лі Мейсон                   | 1 епізод                  |
| 2000         | Гвинтові сходи                          | Випадкова дівчина           | Телефільм                 |
| 2000         | Вище землі                              | Шелбі Меррік                | Головна роль (22 епізоди) |
| 2000         | Першя хвиля                             | Ліндсей Тілден              | 1 епізод                  |
| 2003         | Мертві, як я                            | Шарлотта                    | 1 епізод                  |
| 2003–2004    | Поклик Тру                              | Ліндсей Вокер               | 21 епізод                 |
| 2005         | Кровопивці                              | Фіона                       | Телефільм                 |
| 2005–дотепер | Криміналісти: мислити як злочинець      | Дженніфер Джаро "Джей-Джей" | Головна роль              |
| 2011         | Закон і порядок: Спеціальний корпус     | Деббі Шілдс                 | 1 епізод                  |
| 2011         | Повернення Ешлі додому                  | Лібба                       | Телефільм                 |